# Круліковиці (Любуське воєводство)
Круліковиці (пол. Królikowice, нім. Krolkwitz, 1937-1945 Weißfurt) — село в Польщі, у гміні Битом-Оджанський Новосольського повіту Любуського воєводства.
Населення — 102 особи (2011).
У 1975-1998 роках село належало до Зеленогурського воєводства.

## Демографія
Демографічна структура станом на 31 березня 2011 року:
|          | Загалом | Допрацездатний вік | Працездатний вік | Постпрацездатний вік |
| -------- | ------- | ------------------ | ---------------- | -------------------- |
| Чоловіки | 57      | 10                 | 40               | 7                    |
| Жінки    | 45      | 9                  | 23               | 13                   |
| Разом    | 102     | 19                 | 63               | 20                   |